# Broadway (Worcestershire)
Pour les articles homonymes, voir Broadway (homonymie).
 (juillet 2018).
Si vous disposez d'ouvrages ou d'articles de référence ou si vous connaissez des sites web de qualité traitant du thème abordé ici, merci de compléter l'article en donnant les références utiles à sa vérifiabilité et en les liant à la section « Notes et références ».
Broadway est un village anglais situé dans le district de Wychavon et le comté du Worcestershire.

## Tourisme
Surnommée "The Jewel of the Cotswolds" (Le Joyau des Cotswolds), Broadway est une destination touristique surtout connue pour sa tour.

## Apparition dans un jeu vidéo
Broadway sera aussi mentionné dans le jeu-vidéo de Microsoft Forza Horizon 4.